# عملیات ماسلنیتسا
عملیات ماسلنیتسا (کرواتی: Operacija Maslenica) عملیات تهاجمی ارتش کرواسی در ژانویه ۱۹۹۳ برای بازپس‌گیری مناطق شمال دالماسی و لیکا از نیروهای صرب جمهوری صرب کراینا بود.
این عملیات تنها یک موفقیت استراتژیک معمولی را برای کرواسی در پی داشت و از طرف شورای امنیت سازمان ملل متحد محکوم شد.